# 安潔拉·蘭斯貝瑞
安吉拉·布里吉德·蘭斯伯里女爵士，DBE（1925年10月16日—2022年10月11日），英國-愛爾蘭-美國三重國籍演員和歌手，在電視、電影、和舞台都享有巨大成功。她共獲得五座東尼獎（四次勇奪音樂劇女主角，至今無人能及）、六座金球獎、一座羅蘭士·奧利花獎，和提名三座奧斯卡獎、十八座艾美獎、和一座格萊美獎。她在2013年獲奧斯卡榮譽獎，2014年被英女王頒發爵級司令勳章，成為女爵士。
蘭斯伯里是極少數仍在生的荷里活黃金時代影星。她最為人紀念的電影作品是 煤氣燈下（1944）、諜網迷魂（1962）和 Bedknobs and Broomsticks（1971）；音樂劇作品是 Mame（1966） 、Gypsy（1975）和 Sweeney Todd（1979）；配音作品是美女與野獸（1991）中的茶煲太太，插曲Beauty and the Beast更是她的代表作。

## 早年生活
蘭斯伯里成長於倫敦一個頗富裕的家庭，母親為愛爾蘭演員，父親是政客，祖父喬治·蘭斯貝瑞曾於1932-1935擔任工黨黨魁和反對黨領袖。為了逃離1940年的倫敦大轟炸，她移居美國，在紐約市學習表演。

## 演藝經歷
1942年蘭斯伯里到荷里活發展事業。44年出演懸疑片 煤氣燈下，在19歲妙齡首次提名奧斯卡最佳女配角獎。翌年再以 道林·格雷的畫像 提名，更憑此角奪得金球獎最佳電影女配角。她繼續出演美高梅電影里的配角，在1962年 諜網迷魂 飾演陰森、盛氣凌人的母親好評如潮，至今被視為她最具代表性的熒幕表演。她憑此角再次奪得金球獎最佳女配角，和提名奧斯卡最佳女配角獎，亦是至今最後一次提名。
1960年代，蘭斯伯里開始在百老匯演出音樂劇。1966年，她憑音樂劇Mame第一次獲得托尼獎最佳音樂劇女主角，在其後的十多年分別在69（Dear World）、75（Gypsy）、和79（Sweeney Todd）年再獲得這項殊榮。至今，她4次獲獎的記錄仍後無來者。
1984年，蘭斯伯里接演罪案電視劇集Murder, She Wrote，一共演出了12季。Jessica這個角色為她從10項提名中贏得了4座最佳戲劇類女主角金球獎，提名和得獎次數皆為該獎項之冠；亦為她連續12年提名最佳戲劇類劇集女主角艾美獎，卻全敗而回。
在Murder, She Wrote結束后，蘭斯伯里的演藝生涯亦未停止。她2009年在百老匯舞台劇Blithe Spirit的演出為她迎來了第五座東尼獎（最佳話劇女配角）。15年，她在家鄉倫敦演出同一個舞台劇，在89歲高齡勇奪首個羅蘭士·奧利花獎（最佳女配角）。

## 作品
- 1944年：《煤氣燈下》（Gaslight）
  - 提名奧斯卡最佳女配角獎
- 1945年：《道林·格雷的畫像》（The Picture of Dorian Gray）
  - 金球獎最佳電影女配角
  - 提名奧斯卡最佳女配角獎
- 1962年：《諜網迷魂》（The Manchurian Candidate）
  - 金球獎最佳電影女配角
  - 提名奧斯卡最佳女配角獎
- 1970年：（Something for Everyone）
  - 提名金球獎最佳喜劇及音樂劇類電影女主角
- 1970年：（Bedknobs and Broomsticks） 
  - 提名金球獎最佳喜劇及音樂劇類電影女主角
- 1978年：《尼羅河上的慘案》（Death on the Nile）
  - 提名英國電影學院獎最佳女配角
- 1991年：《美女與野獸》（Beauty and the Beast）
  - 為角色茶煲太太(Mrs. Potts)配音
- 2019年：《愛，滿人間》（Mary Poppins Returns）
  - 片尾的氣球太太

## 外部連結
- 安潔拉·蘭斯貝瑞在互联网电影资料库（IMDb）上的資料（英文）